# Marianne Zehnpfennig
Marianne Zehnpfennig (geboren 8. Juli 1941 in Essen; gestorben 20. Dezember 1999 in Berlin) war eine deutsche Kunsthistorikerin und Denkmalpflegerin.

## Leben
Marianne Zehnpfennig studierte an der Universität Tübingen, an der sie im Fachbereich Altertums- und Kulturwissenschaften 1979 ihre Dissertation ablegte zum Thema „Traum“ und „Vision“ in Darstellungen des 16. und 17. Jahrhunderts.
Unterdessen hatte sie bereits ab 1975 und bis 1979 am Institut für Bau- und Kunstgeschichte der Universität Hannover gearbeitet. Anschließend wirkte sie, ebenfalls in Hannover, von 1979 bis 1982 am dort ansässigen Institut für Denkmalpflege. Dort bearbeitete sie gemeinsam mit Wolfgang Neß, Ilse Rüttgerodt-Riechmann und Gerd Weiß unter anderem die beiden Bände über die Baudenkmäler in Hannover in der Reihe der Denkmaltopographie Bundesrepublik Deutschland.

## Schriften (Auswahl)
- „Traum“ und „Vision“ in Darstellungen des 16. und 17. Jahrhunderts, Dissertation 1979 im Fachbereich Altertums- und Kulturwissenschaften der Universität Tübingen, 1980.
- mit Ilse Riechmann, Gerd Weiß, Ewald Gässler: Baugenossenschaften in Hannover, Deutscher Werkbund Niedersachsen und Bremen, Hannover 1980.
- Cord Meckseper (Hrsg.), Marianne Zehnpfennig (Verf.): Landesausstellung Niedersachsen 1985, Stadt im Wandel, Kunst und Kultur des Bürgertums in Norddeutschland 1150–1650. Braunschweig, 24. August – 24. November 1985, Braunschweig. Landesmuseum (Vieweghaus), Herzog-Anton-Ulrich-Museum (Burg Dankwarderode) und Dom am Burgplatz. Ein Kurzführer, Stadt im Wandel, Konferenzschrift. Braunschweigisches Landesmuseum, Braunschweig 1985, ISBN 978-3-923717-17-0 und ISBN 3-923717-17-2.
- mit Ewald Gäßler: Forschungsprojekt – Niedersächsische Denkmalkartei. Vorstellung des Projektes an einem Beispiel der Baubestandserfassung in der Landeshauptstadt Hannover, in: Hannoversche Geschichtsblätter, Neue Folge Bd. 32, 1988, S. 305–337.
- Architektenausbildung um 1800. Das Beispiel der Akademie in Kassel, in: Revolutionsarchitektur. Hrsg. von Winfried Nerdinger, Klaus Jan Philipp und Hans-Peter Schwarz, 1990, S. 60–68.